# يوسوكي ميورا
يوسوكي ميورا (باليابانية: 三浦 雄介) (27 أغسطس 1991 في سيتاغايا في اليابان – )؛ هو لاعب كرة قدم ياباني سابق كان يلعب كلاعب وسط.

## وصلات خارجية
- يوسوكي ميورا على موقع رابطة كرة القدم اليابانية للمحترفين (اليابانية)